# Base antarctique du roi Sejong
La base antarctique du roi Sejong (세종기지) est une base sud-coréenne sur l'île du Roi-George (Shetland du Sud).
Elle est située sur la côte de la péninsule de Barton, au sud-est de l'île  à une altitude de 10 m et porte le nom du roi Sejong le Grand (1397-1450) qui est à l'origine de l'alphabet coréen. Elle est gérée par le KOPRI, l'institut coréen de recherches polaires.
Inaugurée en 1988, agrandie en 1991 et 2000, elle fonctionne toute l'année et accueille 15 hivernants et 60 personnes l'été. Depuis lors, elle compte 10 bâtiments et deux laboratoires. Son objectif est l'étude des ressources organiques dans les eaux environnantes et de la répartition du minerai et du pétrole en Antarctique. Le pays espère ainsi acquérir dans l'avenir un droit sur les ressources naturelles de ce continent. L'équipe permanente est aussi chargée de collecter des données météorologiques et de faire des observations sur les changements dans l'environnement naturel.

## Responsables
- Ahn In-Young